# Zapadni centralni banda jezik
Zapadni centralni banda jezik (ISO 639-3: bbp), nigersko-kongoanski jezik iz Srednjoafričke Republike (4 500; 1996) i Južnog Sudana (3 000; 1982 SIL); ukupno oko 7 500. 
Jedan je od 16 banda jezika unutar koje čini posebnu istoimenu podskupinu, šira ubanška skupina. Dijalekti su mu dakpa, gbaga-nord (gbaga-2), gbi, vita i wojo (hodjo).

## Vanjske poveznice
- Ethnologue (14th)
- Ethnologue (15th)